# 拱墅万达广场

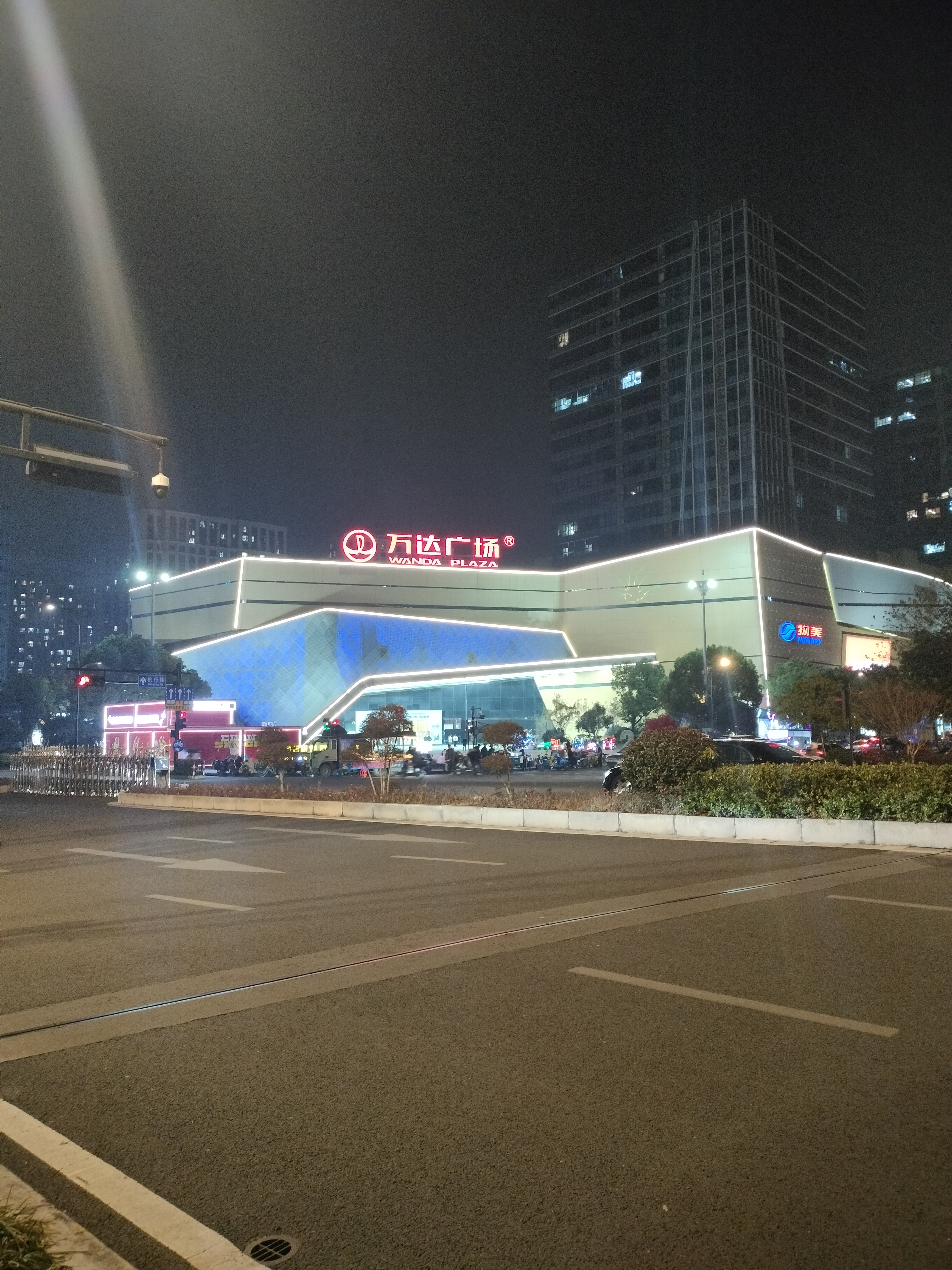

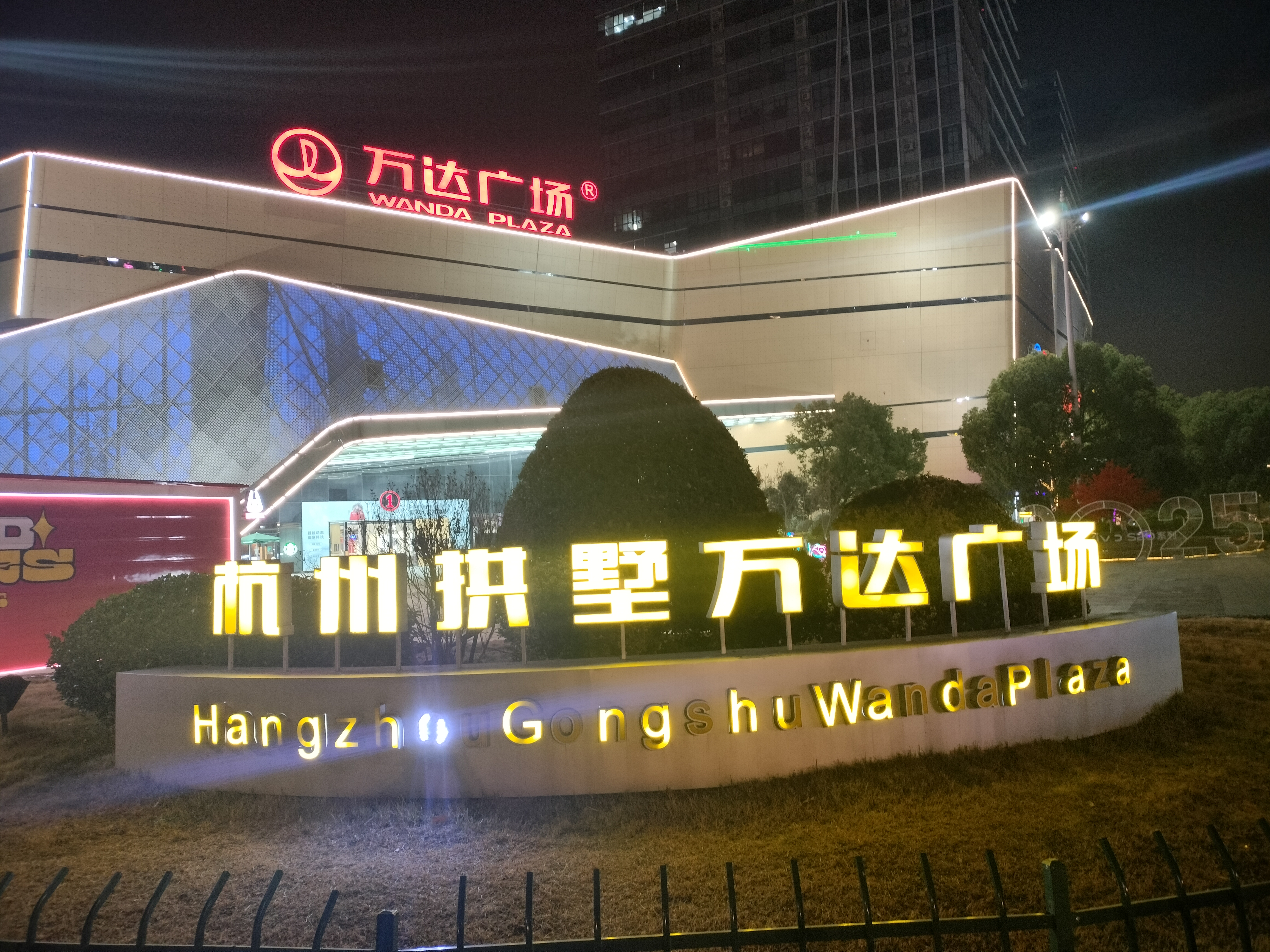

杭州拱墅万达广场是万达集团在杭州市拱墅区投资兴建的一座大型商业体。万达广场东临东吴路、南靠红旗路、西临杭行路，北接郭家路，总建筑面积大约35万平米，总投资额约55亿元，2013年12月竣工。广场内有一座IMAX影城——杭州万达影城广场店于2013年9月22日开建，2014年12月12日随着商场一起正式开业。其他还有万达百货、大玩家超乐场、大歌星KTV等商家。它是杭州首座万达广场，以及浙江省第六座万达广场。